# Olympische Sommerspiele 1964/Kanu – Einer-Kajak 1000 m (Männer)
Die Wettkämpfe im Einer-Kajak über 1000 Meter bei den Olympischen Sommerspielen 1964 wurde vom 20. bis 22. Oktober auf dem Sagami-ko in der Nähe von Tokio ausgetragen.
Aus drei Vorläufen erreichten neun Boote das Halbfinale. Über zwei Hoffnungsläufe wurden die drei Halbfinals komplettiert, aus denen sich dann jeweils drei Boote für das Finale qualifizieren konnten. Dort siegte Rolf Peterson aus Schweden. Von insgesamt 19 Booten traten vier nicht zu den Vorläufen an, woraus sich die Teilnehmerzahl von 15 Booten ergibt.

## Ergebnisse

### Vorläufe
Die jeweils ersten drei Boote qualifizierten sich für die Halbfinalläufe.

#### Lauf 1
| Rang | Athlet            | Nation      | Zeit        |
| ---- | ----------------- | ----------- | ----------- |
| 1    | Erik Hansen       | Dänemark    | 4:00,58 min |
| 2    | Mihály Hesz       | Ungarn      | 4:02,90 min |
| 3    | Rolf Peterson     | Schweden    | 4:04,27 min |
| 4    | Antonius Geurts   | Niederlande | 4:10,68 min |
| 5    | Ilkka Nummisto    | Finnland    | 4:14,34 min |
| 6    | Hideo Higashiyama | Japan       | 4:17,47 min |
| —    | Phillip Coles     | Australien  | DNS         |

#### Lauf 2
| Rang | Athlet             | Nation             | Zeit        |
| ---- | ------------------ | ------------------ | ----------- |
| 1    | Aurel Vernescu     | Rumänien           | 4:02,06 min |
| 2    | Erich Suhrbier     | Deutschland        | 4:03,44 min |
| 3    | Günther Pfaff      | Österreich         | 4:07,65 min |
| 4    | Arpad Simonyik     | Kanada             | 4:12,48 min |
| 5    | Tony Ralphs        | Vereinigte Staaten | 4:21,53 min |
| 6    | Fernando Inchauste | Bolivien           | 5:48,74 min |

#### Lauf 3
| Rang | Athlet                 | Nation         | Zeit        |
| ---- | ---------------------- | -------------- | ----------- |
| 1    | Władysław Szuszkiewicz | Polen          | 4:06,48 min |
| 2    | Alistair Wilson        | Großbritannien | 4:09,44 min |
| 3    | Igor Pissarew          | Sowjetunion    | 4:11,91 min |
| —    | Rene Roels             | Belgien        | DNS         |
| —    | Gerogi Todorov         | Bulgarien      | DNS         |
| —    | Cesare Zilioli         | Italien        | DNS         |

### Hoffnungsläufe
Durch die nicht angetretenen Teilnehmer der Vorläufe qualifizierten sich insgesamt nur 6 Boote für die Hoffnungsläufe, was dazu führte, dass in diesen Läufen keiner ausscheiden konnte. Die Boote waren hier deutlich langsamer unterwegs als in den Vorläufen und Halbfinals.

#### Lauf 1
| Rang | Athlet            | Nation             | Zeit        |
| ---- | ----------------- | ------------------ | ----------- |
| 1    | Hideo Higashiyama | Japan              | 4:42,93 min |
| 2    | Antonius Geurts   | Niederlande        | 4:45,53 min |
| 3    | Tony Ralphs       | Vereinigte Staaten | 5:09,14 min |

#### Lauf 2
| Rang | Athlet             | Nation   | Zeit        |
| ---- | ------------------ | -------- | ----------- |
| 1    | Arpad Simonyik     | Kanada   | 5:31,18 min |
| 2    | Ilkka Nummisto     | Finnland | 5:31,76 min |
| 3    | Fernando Inchauste | Bolivien | 6:07,70 min |

### Halbfinals
Die drei Erstplatzierten der Halbfinal-Läufe qualifizierten sich für das Finale. Der Bolivianer Inchauste und der US-Amerikaner Ralphs traten nicht zu ihren Läufen an.

#### Lauf 1
| Rang | Athlet             | Nation      | Zeit        |
| ---- | ------------------ | ----------- | ----------- |
| 1    | Erik Hansen        | Dänemark    | 4:03,00 min |
| 2    | Erich Suhrbier     | Deutschland | 4:04,05 min |
| 3    | Igor Pissarew      | Sowjetunion | 4:09,95 min |
| 4    | Hideo Higashiyama  | Japan       | 4:17,44 min |
| —    | Fernando Inchauste | Bolivien    | DNS         |

#### Lauf 2
| Rang | Athlet          | Nation             | Zeit        |
| ---- | --------------- | ------------------ | ----------- |
| 1    | Aurel Vernescu  | Rumänien           | 4:03,35 min |
| 2    | Rolf Peterson   | Schweden           | 4:06,97 min |
| 3    | Alistair Wilson | Großbritannien     | 4:07,61 min |
| 4    | Arpad Simonyik  | Kanada             | 4:13,59 min |
| —    | Tony Ralphs     | Vereinigte Staaten | DNS         |

#### Lauf 3
| Rang | Athlet                 | Nation      | Zeit        |
| ---- | ---------------------- | ----------- | ----------- |
| 1    | Günther Pfaff          | Österreich  | 4:03,53 min |
| 2    | Mihály Hesz            | Ungarn      | 4:04,57 min |
| 3    | Antonius Geurts        | Niederlande | 4:05,27 min |
| 4    | Władysław Szuszkiewicz | Polen       | 4:08,51 min |
| 5    | Ilkka Nummisto         | Finnland    | 4:17,47 min |

### Finale
| Rang | Athlet          | Nation         | Zeit        |
| ---- | --------------- | -------------- | ----------- |
| 1    | Rolf Peterson   | Schweden       | 3:57,13 min |
| 2    | Mihály Hesz     | Ungarn         | 3:57,28 min |
| 3    | Aurel Vernescu  | Rumänien       | 4:00,77 min |
| 4    | Erich Suhrbier  | Deutschland    | 4:01,62 min |
| 5    | Günther Pfaff   | Österreich     | 4:03,56 min |
| 6    | Antonius Geurts | Niederlande    | 4:04,48 min |
| 7    | Erik Hansen     | Dänemark       | 4:04,72 min |
| 8    | Alistair Wilson | Großbritannien | 4:05,80 min |
| 9    | Igor Pissarew   | Sowjetunion    | 4:07,67 min |

## Weblink
- Ergebnisse